# El tres de maig a Madrid

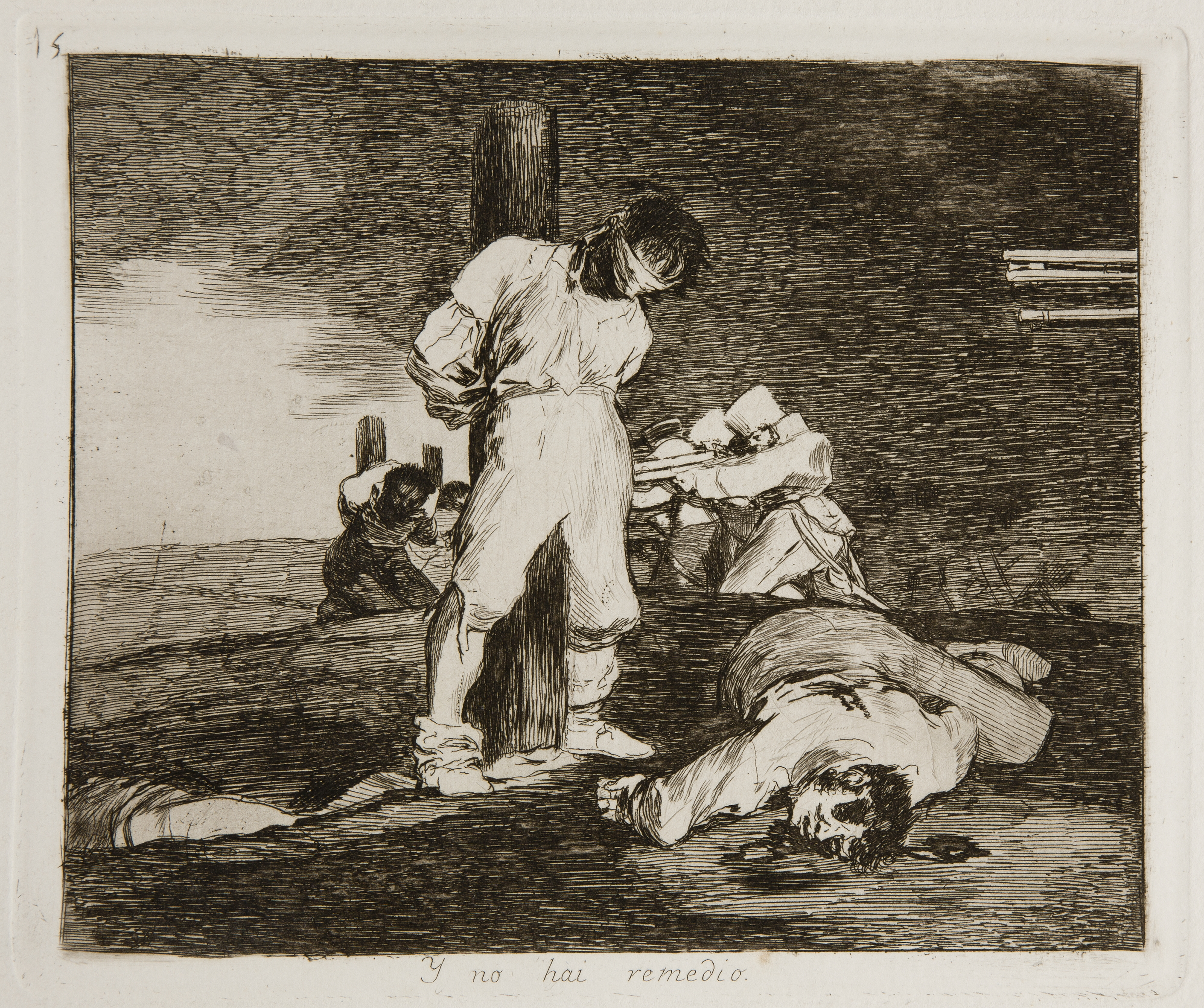
I no hi ha remei, pertanyent a la sèrie Els desastres de la guerra (ca. 1810–1812), prefigura elements d'El tres de maig.

El tres de maig a Madrid (també conegut com a El tres de maig de 1808, Els afusellaments del tres de maig o Els afusellaments de la muntanya del Príncep Pius) és una pintura a l'oli completada pel pintor espanyol Francisco de Goya el 1814 i que actualment està exposada al Museu del Prado de Madrid. El quadre és una instantània de la nit entre 2 i el 3 de maig de 1808 en què es veu un escamot de soldats francesos executant presoners espanyols capturats durant el transcurs de la batalla en represàlia per la revolta del 2 de maig durant la Guerra del Francès.
La intenció de Goya en crear aquesta obra era commemorar la resistència espanyola davant dels exèrcits de Napoleó durant la guerra. Fou encarregat pel govern provisional després que el mateix Goya ho suggerís, juntament amb el quadre El dos de maig (també anomenat La càrrega dels mamelucs, amb el qual forma una sèrie).
El contingut del quadre, la seva presentació i la seva força emocional fan que sigui considerat una imatge arquetípica dels horrors de la guerra. Malgrat que beu de moltes fonts de diferents tipus d'art, El tres de maig marca un clar trencament de la convenció artística: divergeix de les tradicions de l'art cristià i de les representacions tradicionals de la guerra, no hi ha cap precedent similar i és reconegut com una de les primeres pintures de l'era moderna. Marcà un punt de renovació total de la pintura històrica amb la irrupció d'un realisme i llibertat tècnica que obriren la porta del romanticisme i, fins i tot, de la pintura moderna. Segons l'historiador de l'art Kenneth Clark, El tres de maig a Madrid és «la primera gran pintura que es pot anomenar «revolucionària» en tots els sentits de la paraula, en estil, en subjecte i en intenció». El quadre ha estat font d'inspiració de moltes altres pintures importants, incloent-hi L'afusellament de Maximilià, d'Édouard Manet, i Massacre a Corea i Guernica, de Pablo Picasso.

## Context
Napoleó I de França es declarà a si mateix cònsol primer de la República Francesa el 10 de novembre de 1799 i es coronà a si mateix emperador el 1804. Com que Espanya controlava l'accés al Mediterrani, era un país estratègicament important pels interessos francesos. El monarca del tron espanyol, Carles IV, era percebut internacionalment com a incompetent; de fet, fins i tot dins de la seva pròpia cort era vist com un «rei mig graciós que abandona les preocupacions de l'estat per la satisfacció de la caça» i com un cornut incapaç de controlar la seva energètica muller, Maria Lluïsa de Parma. Napoleó s'aprofità del feble rei suggerint que les dues nacions conquerissin i es partissin Portugal: França i Espanya es quedarien cadascun una tercera part del botí i l'altre terç, juntament amb el títol de príncep de l'Algarve, seria per al primer ministre espanyol Manuel de Godoy. Godoy es deixà seduir i acceptà l'oferiment francès; no fou capaç, però, de detectar les intencions reals de Napoleó, ni era conscient que el nou aliat i cosobirà d'aquest, Ferran VII –fill de Carles IV–, pretenia utilitzar la invasió merament com un estratagema per apoderar-se del tron i parlament espanyol. Ferran esperava que no tan sols Godoy morís durant l'imminent conflicte, sinó que també els seus propis pares perdessin la vida.

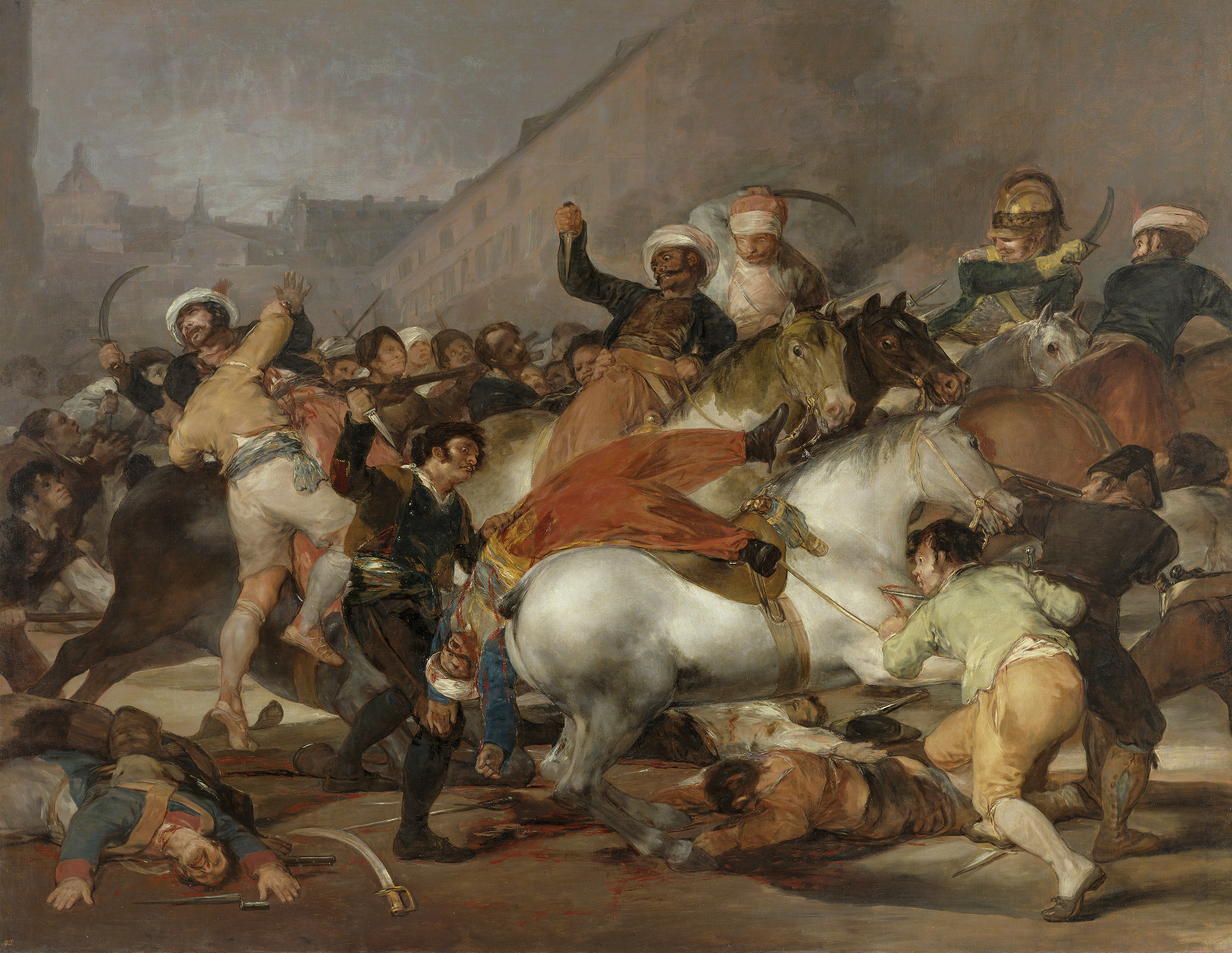
El dos de maig fou completat el 1814, dos mesos abans que el seu company de sèrie El tres de maig. Mostra l'aixecament que precipità les execucions del tres de maig.

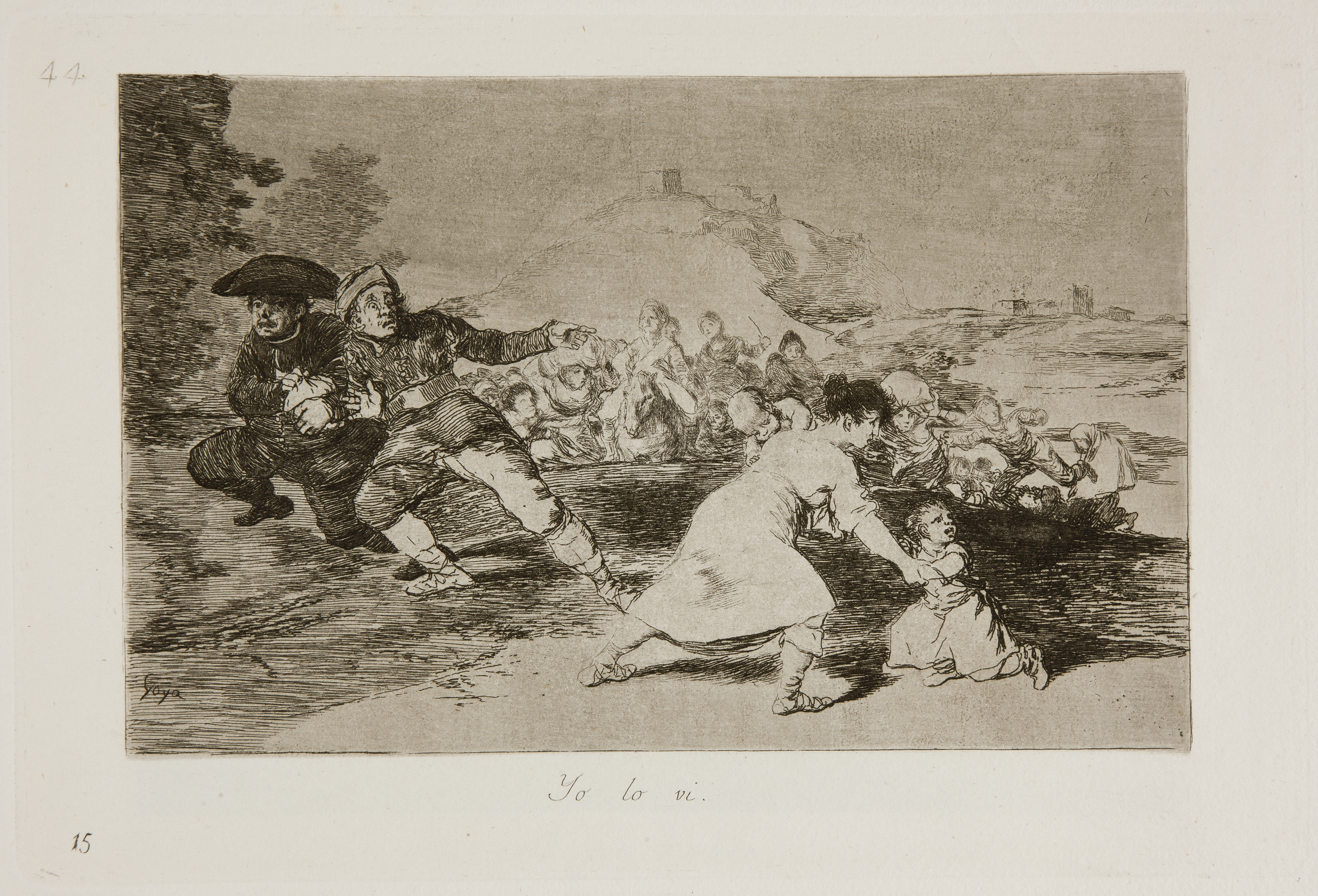
Jo ho vaig veure, pertanyent a la sèrie Els desastres de la guerra (ca. 1810–1812)

Amb l'excusa de reforçar l'exèrcit espanyol, 23.000 tropes franceses entraren sense oposició a Espanya el novembre de 1807. Fins i tot quan les intencions de Napoleó esdevingueren clares, les forces ocupants pràcticament no trobaren resistència excepte algunes accions aïllades en llocs com Saragossa. El comandant en cap de Napoleó, el mariscal Joachim Murat, creia que Espanya es beneficiaria de governants més progressius i competents que els de la casa de Borbó, i que el germà de Napoleó, Josep Bonaparte, havia d'esdevenir rei. Després del motí d'Aranjuez, aixecament popular atiat pel príncep Ferran i nobles oposats a Godoy, Carles IV va abdicar en favor del seu fill el 19 de març de 1808. Napoleó, recelós del canvi de monarca, animà a Carles que exigís al seu fill, ara ja el rei Ferran VII, la devolució de la corona; Ferran, sota la pressió de l'emperador francès, ho acceptà el dia 6 de març sense saber que el dia abans el seu pare havia pactat la cessió dels seus drets a la corona en favor de Napoleó que, finalment, designà com a nou rei d'Espanya el seu germà Josep Bonaparte.

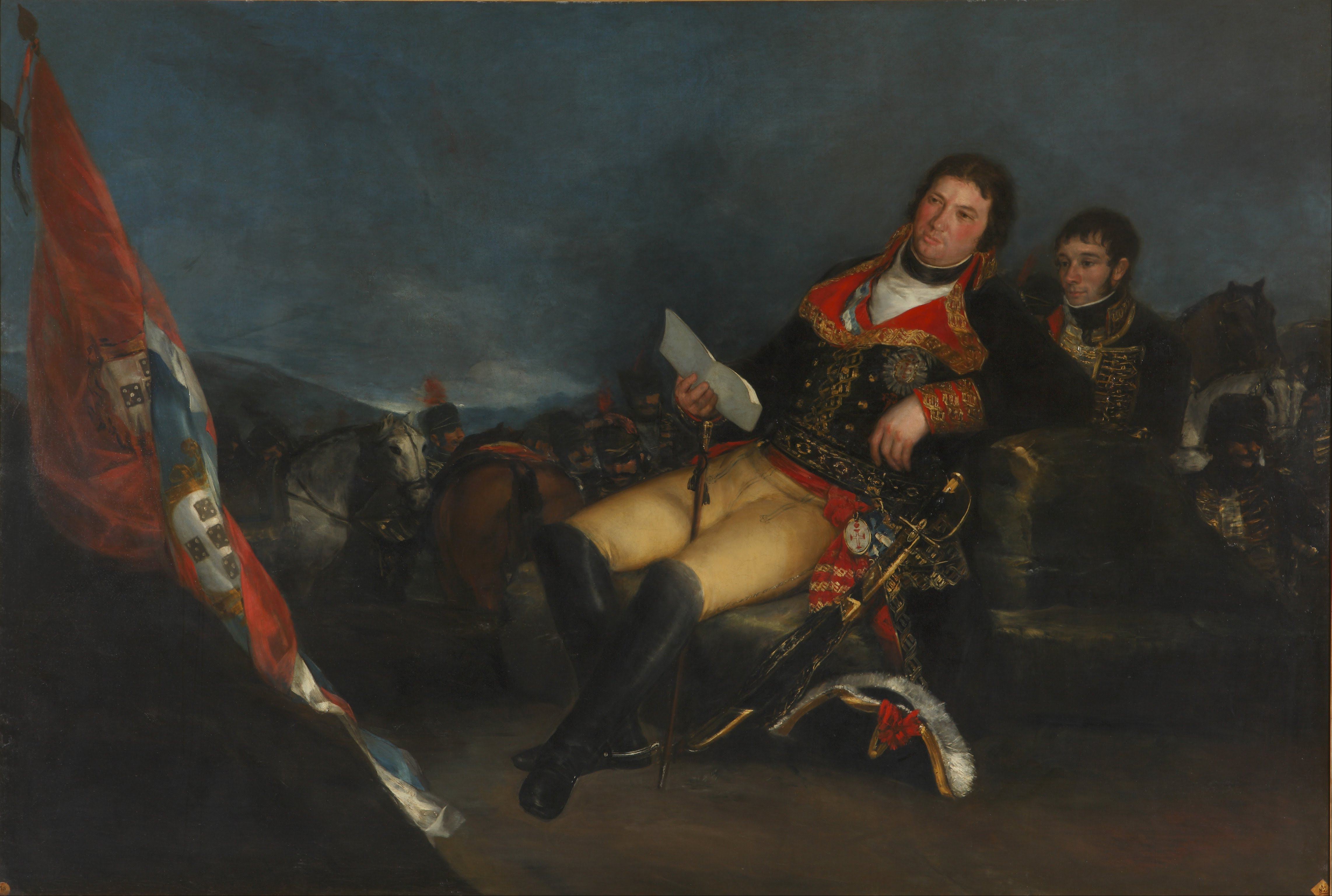
Manuel Godoy, duc d'Alcúdia, príncep de la Pau, obra de Goya (1801). Godoy era el primer ministre d'Espanya durant la invasió francesa de 1808.

Malgrat que, en el passat, la població espanyola ja havia acceptat monarques estrangers, existia un ressentiment profund envers el nou governant francès. El 2 de maig de 1808, provocats per la notícia del desplaçament planejat cap a França dels darrers membres de la dinastia reial espanyola, els habitants de Madrid es rebel·laren en allò que es coneix com a Aixecament del dos de maig. Una proclama enviada pel mariscal Murat a les seves tropes aquest mateix dia deia: «la població de Madrid, duta pel mal camí, s'ha abandonat a la revolta i l'assassinat. Ha corregut sang francesa. Això demana venjança. Tots aquells qui siguin arrestats durant la revolta, amb armes a les mans, seran executats». Goya commemorà l'aixecament a la pintura El dos de maig, que mostra una càrrega de cavalleria contra els rebels a la plaça de la Puerta del Sol al centre de Madrid, on hi va haver llargues hores de combat aferrissat. El tres de maig, segona part de la sèrie, il·lustra la repressió francesa: abans de l'alba d'aquest dia es concentraren i afusellaren centenars d'espanyols en diverses ubicacions als voltants de Madrid. L'oposició civil espanyola continuà durant els següents cinc anys en el que es coneixeria com a Guerra del Francès, el primer conflicte considerat una guerra de guerrilles. Les irregulars forces espanyoles ajudaren considerablement als exèrcits britànic, portuguès i espanyol liderats conjuntament per Sir Arthur Wellesley, qui entrà a Portugal per primer cop l'agost de 1808. Al moment de la concepció de la pintura, els rebels ja eren considerats per l'opinió pública com uns símbols d'heroisme i patriotisme.
Com altres liberals espanyols, Goya es trobà en una posició personal complicada respecte a la invasió francesa. Havia donat suport als objectius inicials de la Revolució Francesa i tenia l'esperança que un esdeveniment similar es produís al seu país. Molts dels seus amics, com els poetes Juan Meléndez Valdés i Leandro Fernández de Moratín, eren obertament afrancesats (terme que designava els seguidors –col·laboradors, segons el punt de vista de molts– de Josep Bonaparte). El retrat de Goya de 1798 de l'ambaixador, convertit en comandant, Ferdinand Guillemadet revela una admiració personal. Malgrat que mantingué la posició com a pintor de la cort –per la qual cosa fou necessari un jurament de lleialtat a Josep–, Goya tenia, per naturalesa, una aversió instintiva envers l'autoritat. Fou testimoni de la subjugació dels seus compatriotes per part de les tropes franceses. Durant aquests anys, Goya pintà poc, tot i que les experiències de l'ocupació es convertiren en una font d'inspiració de dibuixos que confirmarien la base de la seva sèrie d'aiguaforts Els desastres de la guerra.
El febrer de 1814, quan els francesos foren finalment expulsats, Goya contactà amb el govern provisional demanant «perpetuar, per mitjà del seu pinzell, les accions més notables i heroiques de la nostra gloriosa insurrecció contra els tirans d'Europa». Quan li acceptaren la proposta, Goya començà a treballar en El tres de maig. No se sap si ell havia estat testimoni personal ni de la rebel·lió ni de les represàlies, encara que molts autors posteriors intentaren col·locar-lo en esdeveniments que tingueren lloc durant els dos dies.. En el moment de l'aixecament, Goya podria ser que estigués vivint en una casa a la cantonada de la Puerta del Sol; tanmateix, això està disputat i pot ser que tingui origen en un relat del novel·lista Antonio de Trueba que, suposadament, ho sentí del jardiner de Goya, Isidoro.

## La pintura

### Descripció
El tres de maig a Madrid representa una escena de les primeres hores del matí després de l'aixecament i se centra en dos grups d'homes: a la dreta, l'escamot d'afusellament ben organitzat, i a l'esquerra, els homes captius a punta d'arma, agrupats desorganitzadament. Els executors i les víctimes es troben l'un enfront de l'altre amb un espai entremig realment petit: segons Clark, «amb una pinzellada de geni, [Goya] ha contrastat la ferotge repetició de les postures dels soldats i la dura línia d'acer dels seus rifles, juntament amb la irregularitat desolada del seu objectiu». Una llanterna de forma prismàtica al terra, entre els dos grups, il·lumina dramàticament l'escena. La llum més brillant incideix sobre les víctimes amuntegades a l'esquerra, entre les quals s'hi troba un monjo o frare pregant. Immediatament a la dreta, al centre del llenç, esperen altres condemnats fent cua per ser afusellats. La figura central de l'escena és l'home agenollat entre els cossos sagnats de les víctimes ja afusellades, intensament il·luminat per la llanterna amb els braços oberts i aixecats reclamant atenció o expressant desafiament. La roba groga i blanca repeteix els colors de la llanterna; la samarreta blanca i simple, i la cara cremada pel sol, mostren que és un simple treballador.
A la part dreta de la imatge s'hi troba l'escamot d'afusellament dempeus, pintats com una sola unitat monolítica i sota l'ombra; les baionetes i els xacons que duen formen una columna implacable. No se'n poden veure la majoria de les cares dels seus components; la cara de l'home situat a la dreta de la víctima principal –que mira paorosament els soldats– actua com un repoussoir a la part de darrere del grup central. Sense distreure de la intensitat del drama del primer pla, la silueta d'un poble amb un campanar s'alça en la distància; probablement s'hi trobaven les barraques dels francesos. Al fons, entre la falda del turó i els xacons, s'hi pot veure una multitud amb torxes, que podrien ser o bé més víctimes o soldats, o bé testimonis casuals.
El Dos i el Tres de maig de 1808 es creu que podrien haver estat pensats com a part d'una sèrie més llarga. Comentaris per escrit i evidència circumstancial suggereixen que Goya pintà quatre grans llenços com a commemoració de la rebel·lió del maig de 1808. En les seves memòries de la Reial Acadèmia de Belles Arts de San Fernando del 1867, Xosé Caveda escrigué sobre quatre pintures de Goya del dos de maig, i Cristóbal Férriz –artista i col·leccionista de Goya– mencionà dues altres obres sobre el tema: una revolta al palau reial i una defensa de barraques d'artilleria. La desaparició d'aquests dos quadres podria indicar un descontentament oficial de la representació de la insurrecció popular.

### Els desastres de la guerra

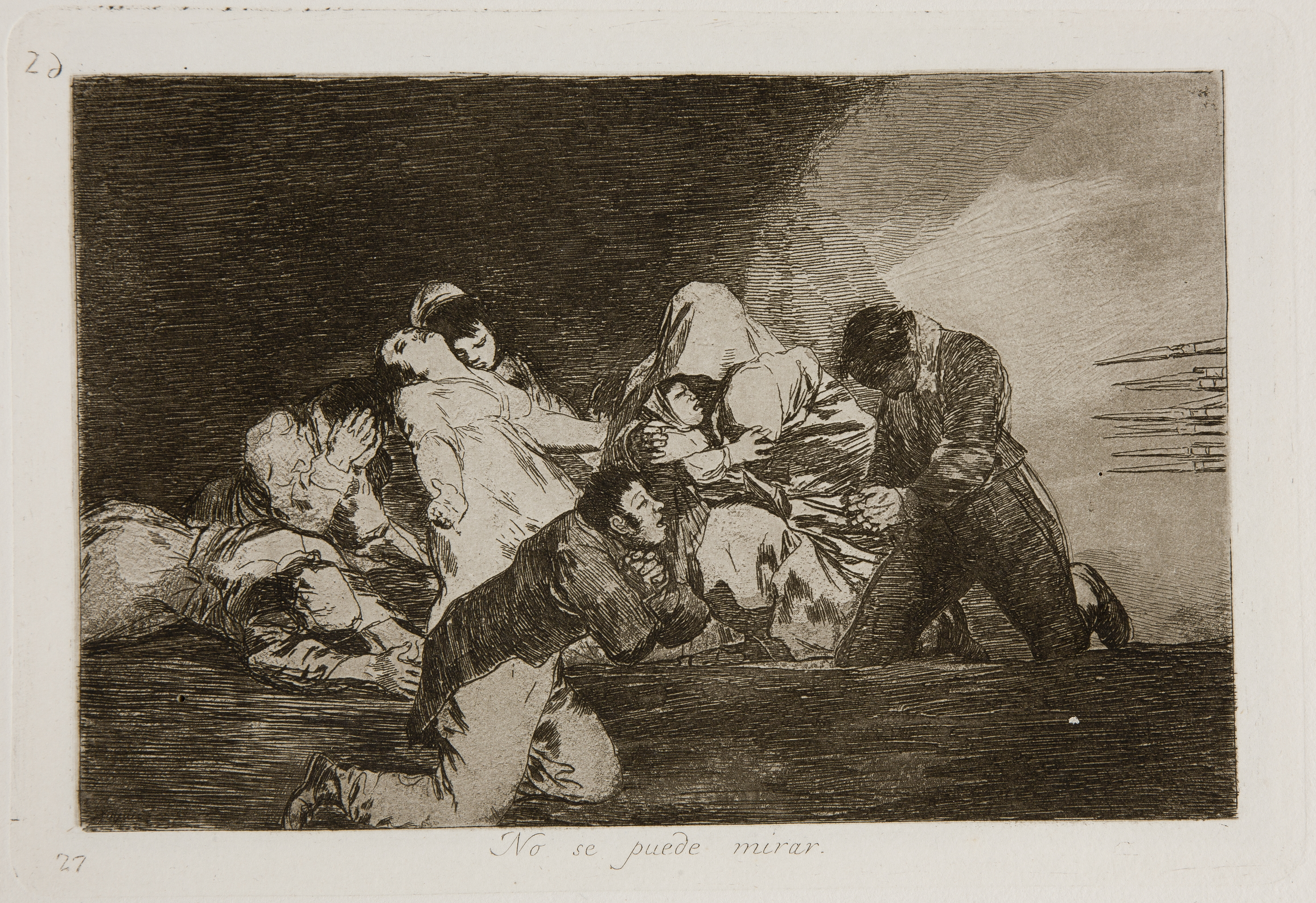
No es pot mirar, de la sèrie Els desastres de la guerra (ca. 1810-1812). Es tracta d'una composició molt similar, malgrat que Goya mostrava una expressió més lliure als gravats que no pas en les pintures; en aquestes darreres es mantenia més dins de les convencions tradicionals.

La sèrie d'aiguaforts Els desastres de la guerra de Goya (Los desastres de la guerra) no fou completada fins al 1820, encara que la majoria de gravats fores realitzats en el període 1810-1814. L'àlbum de proves que donà a un amic –que actualment es troba al Museu Britànic– dona moltes indicacions de l'ordre en què foren compostos tant els dibuixos preliminars com els gravats definitius. Els grups identificats com a primerencs semblen clarament precedir l'encàrrec de les dues pintures, i inclouen dos gravats amb composicions clarament relacionades així com Ho vaig veure (Yo lo vi), que aparentment és una escena de la qual Goya fou testimoni durant el seu viatge a Saragossa. No es pot mirar (No se puede mirar) hi està clarament relacionat, tant pel que fa a la composició com al tema; la figura central femenina mostra els braços oberts però apuntant al terra, mentre que una altra figura té les mans juntes pregant i moltes d'altres es tapen la cara. En aquest cas els soldats no es veuen, ni tan sols des de darrere; només s'aprecien les baionetes.
I no hi ha remei (Y no hay remedio) és un altre dels primers gravats, pertanyent a un grup lleugerament posterior aparentment produït durant el pic de la guerra quan els materials escassejaven; és per això que Goya hagué de destruir la làmina d'un gravat paisatgístic anterior per fer aquest i un altre gravat de la sèrie dels Desastres. Mostra un escamot borrós amb xacons al fons, però en aquest cas des d'una vista frontal i no pas posterior.

### Iconografia i invenció

La llibertat guiant el poble d'Eugène Delacroix (1830). Un exemple posterior d'art revolucionari que continua amb el trencador estil heroic i idealitzat de pintura històrica iniciat per Goya.

Inicialment, la pintura rebé reaccions diverses de crítics d'art i historiadors. Anteriorment, els artistes tendien a representar la guerra amb l'estil elevat i distingit de la pintura històrica; la representació sense heroisme de Goya era inusual per l'època. Certes opinions crítiques primerenques denotaven certs defectes de la pintura, com la perspectiva plana o el fet que els botxins i les víctimes es trobaven massa a prop els uns dels altres per ser realista. Encara que aquestes observacions, estrictament parlant, poden ser correctes, l'escriptor Richard Schickel defensa que Goya no cercava pas la correcció acadèmica sinó reforçar l'impacte global de l'obra.
El tres de maig beu de diverses obres artístiques anteriors, però la seva potència prové de la seva representació franca i directa que no pas de l'adherència a fórmules compositives tradicionals. L'artifici pictòric dona lloc a una representació èpica de brutalitat sense adorns. Fins i tot els pintors romàntics contemporanis –als quals també els interessaven els temes de la injustícia, la guerra i la mort– creaven les pintures amb una major atenció de les convencions de bellesa, com es fa evident a El rai de la Medusa de Théodore Géricault (1818–1819) i La llibertat guiant el poble d'Eugène Delacroix (1830).

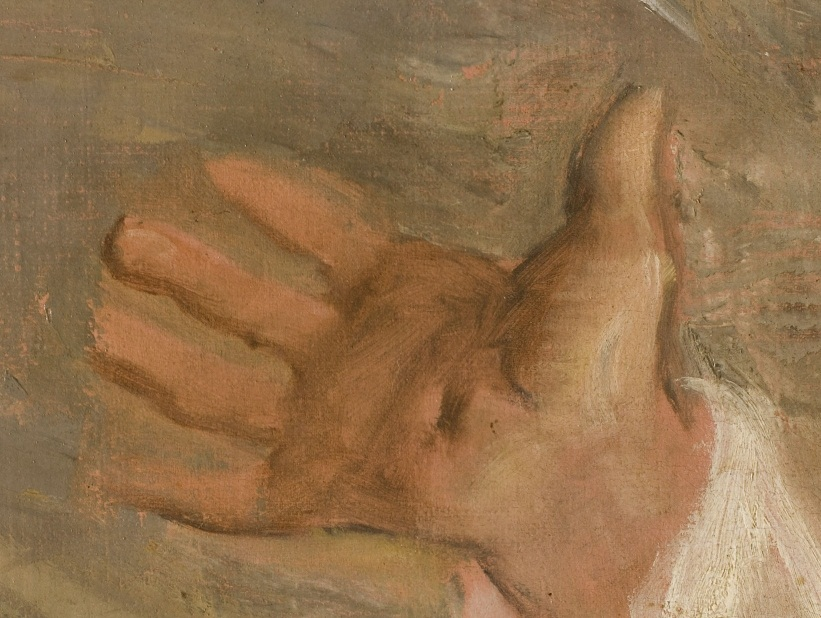
Detall de la mà dreta de la víctima on s'hi pot veure un estigma, és a dir, una ferida com la que sofrí Crist quan fou clavat a la creu.

El tres de maig està relacionat, estructuralment i temàtica, amb les tradicions de martiri en l'art cristià, tal com queda exemplificat en l'ús dramàtic del clarobscur i el clam a la vida en contraposició a la inevitabilitat de l'execució imminent. Tanmateix, la pintura de Goya se separa d'aquesta tradició. Les obres que representaven violència, com les de Jusepe de Ribera, mostren una tècnica hàbil i una composició harmoniosa que anticipen la «corona de martiri» per a la víctima.
L'home amb els braços aixecats situat al punt focal de la composició ha estat comparat sovint amb un Crist crucificat; una postura similar es veu de vegades en representacions de l'agonia nocturna a l'hort de Getsemaní. A la figura de Goya s'hi pot veure un estigma a la mà dreta, i la llanterna central és una referència a un atribut tradicional dels soldats romans que arrestaren Crist al jardí. No només es mostra en forma de crucifixió, sinó que va vestit de color groc i blanc, que són els colors heràldics del papat.

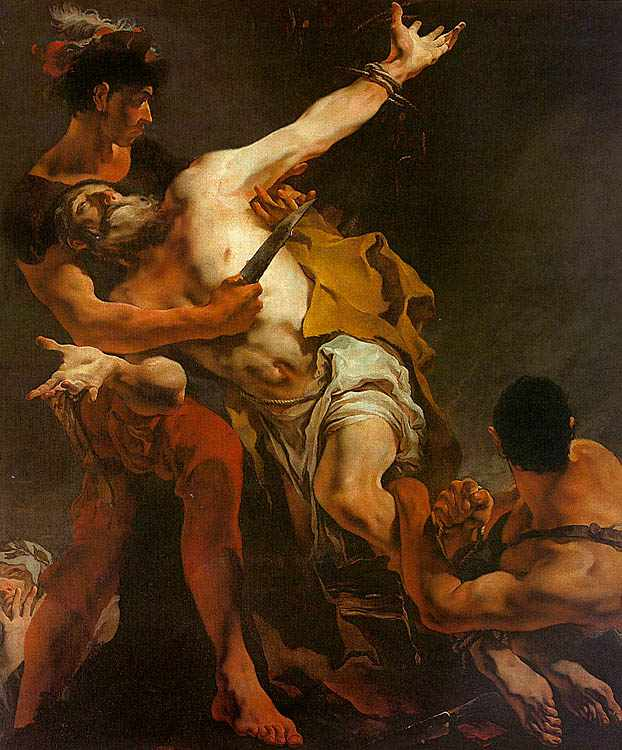
Sant Bartolomeu, de Giovanni Battista Tiepolo (1722), és una escena tradicional de martiri en què el sant suplica a Déu. Goya s'inspirà en la iconografia d'escenes violentes com aquesta.

En l'art, la llanterna com a font d'il·luminació fou utilitzada a bastament pels artistes del Barroc, i la tècnica fou perfeccionada per Caravaggio. Tradicionalment, la font de llum dramàtica i el clarobscur que en resulta foren utilitzats com a metàfores de la presència de Déu. La il·luminació amb una torxa o espelma tenia connotacions religioses; tanmateix, a El tres de maig la llanterna no manifesta res d'això, sinó que simplement la llum que emana permet que l'escamot completi la seva feina i conforma una atmosfera cruent en què l'espectador és testimoni d'una violència extrema. El rol tradicional de la llum en l'art queda aquí, doncs, subvertit.
La víctima, tal com la presenta Goya, és tan anònima com els seus assassins. La seva súplica no s'adreça a Déu com passa en la pintura tradicional, sinó a un escamot desconsiderat i impersonal. No se li confereix l'heroisme de la individualitat, sinó que forma part merament d'un continu de víctimes. Sota seu hi ha, estirat, un cos desfigurat i ple de sang; darrere seu, i al seu voltant, hi ha altres persones que aviat correran el mateix destí. Aquí, per primer cop –segons el biògraf Licht–, la noblesa i el martiri individual són reemplaçats per futilitat i irrellevància, la victimització de l'assassinat en massa, i l'anonimat com a marca distintiva de la condició moderna.
La manera com la pintura mostra el progrés del temps tampoc té precedent en l'art occidental. La mort d'una víctima innocent s'havia presentat típicament com un episodi conclusiu amb una pàtina de virtut i heroisme. El tres de maig no ofereix un missatge catàrtic d'aquest tipus; en comptes d'això, hi ha una processió contínua dels condemnats en una formalització mecànica de l'assassinat. El resultat final es plasma en el cos d'un home, estès a terra a l'angle inferior esquerra de l'obra. El seu cap i cos han estat desfigurats fins al grau que la resurrecció esdevé impossible. La víctima és representada mancant tota gràcia espiritual o estètica. Pel que fa a la resta de la imatge, el nivell visual de l'espectador es troba majoritàriament al llarg de l'eix horitzontal central; només aquí canvia el punt de vista de perspectiva, de tal manera que l'espectador veu, a sota, el cos mutilat.
Finalment, no existeix cap intent per part de l'artista de suavitzar la brutalitat del tema representat mitjançant l'habilitat tècnica. El mètode i el tema són indivisibles. El mètode de Goya ve determinat no tant pel mandat de la virtuositat tradicional com pel seu tema intrínsecament mòrbid. Les pinzellades no podrien pas ser descrites com a plaents, i els colors es restringeixen a tonalitats terroses i negres interrompudes per flaixos brillants de blanc i la sang roja de les víctimes. La qualitat del propi pigment ja presagia obres posteriors del pintor: és una solució granular que produeix un acabat mat i sorrenc.

## Procedència i destí

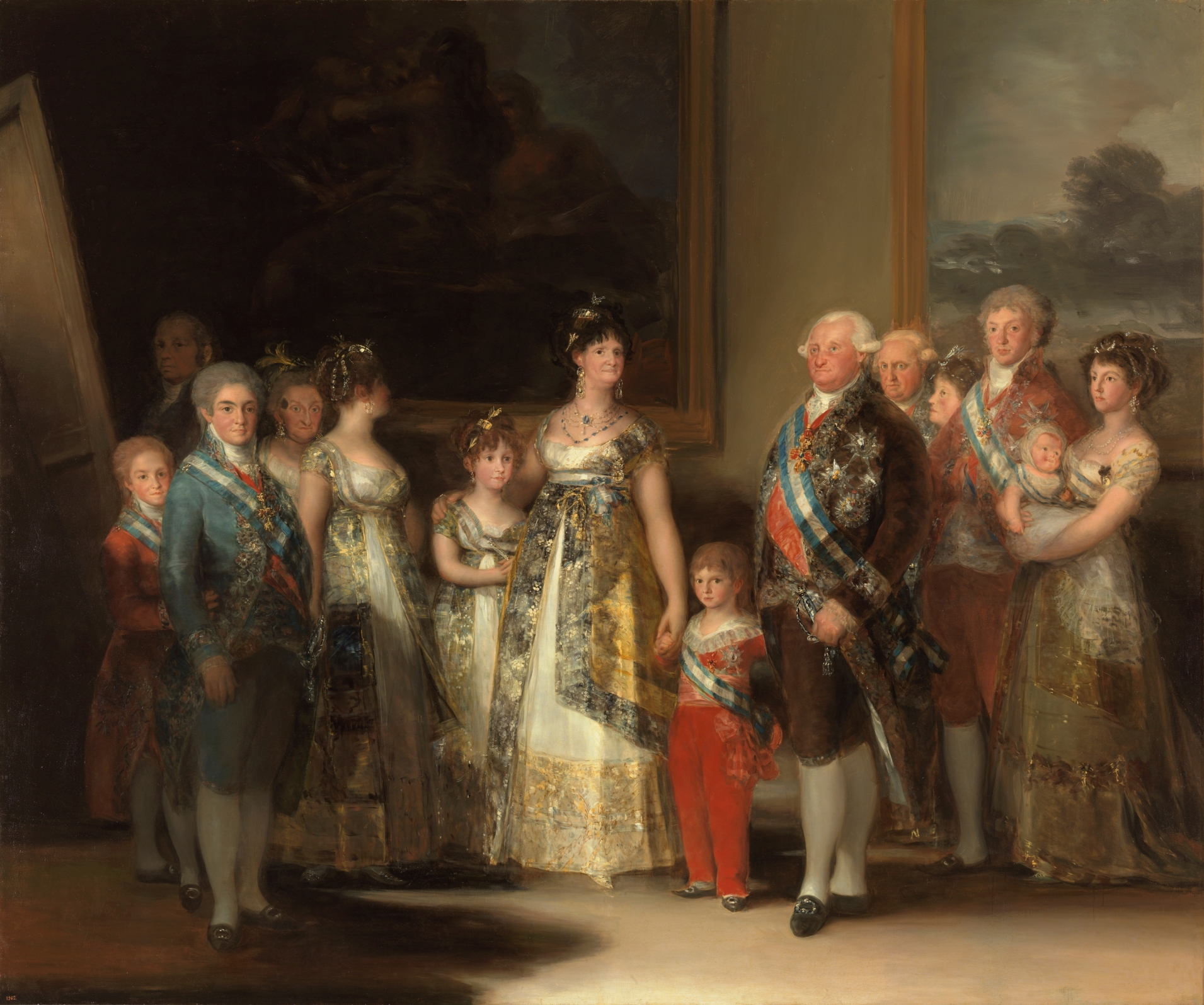
La família de Carles IV (1800–1801). Encara que Goya havia pintat molts retrats de la casa de Borbó, no consideraven que El tres de maig de 1808 fos un «tema adequat» per la col·lecció reial.

No es coneixen detalls de la primera exposició de l'obra ni és mencionada en cap informe o reportatge contemporani. Aquesta manca de comentaris podria ser deguda a la preferència de Ferran VII per l'art neoclàssic, i al fet que les revoltes populars de qualsevol mena no eren vistes com un tema apropiat per part de la casa regnant recentment restaurada (casa de Borbó). De fet, la realització d'un monument als caiguts durant la revolta, comissionada pel govern provisional el 1814, «fou aturada per Ferran VII, a qui no queien en gràcia els senadors i herois de la Guerra de la Independència a causa de les seves tendències reformistes».
Segons certs informes, la pintura estigué guardada entre trenta i quaranta anys abans de ser mostrada al públic. La menció en l'inventari del Prado de 1823 mostra que la pintura romania en aquell moment en possessió del govern o de la monarquia; gran part de la col·lecció reial havia estat transferida al museu després de la seva obertura el 1819. Théophile Gautier mencionà presenciar «una massacre» de Goya en una visita a la pinacoteca el 1845, i així mateix ho feu un visitant del 1858, malgrat que ambdues experiències descriuen que l'obra presentava els esdeveniments del dos de maig, potser perquè Dos de Mayo segueix sent el nom en castellà de l'episodi complet.
El 1867, el biògraf de Goya Charles Emile Yriarte considerà que la pintura era prou important per a concedir-li la seva pròpia exposició especial,, però no fou fins al 1872 que El tres de maig fou llistat al catàleg publicat del Prado sota el títol Escena del tres de maig 1808. Tant el Dos com el Tres de maig patiren danys en un accident ocorregut quan eren transportats a València per seguretat durant la Guerra Civil Espanyola; pel que sembla aquest fou l'únic cop que abandonaren Madrid. Les pèrdues significatives de pintura a la part esquerra d'El dos de maig es deixaren expressament sense reparar fins que el 2008 les obres foren restaurades en motiu del bicentenari de l'aixecament.
El 2009, el Museu del Prado escollí El tres de maig a Madrid com una de les seves catorze obres més importants per a ser mostrades a Google Earth amb una resolució de 14.000 megapíxels.

## Inspiració i fonts

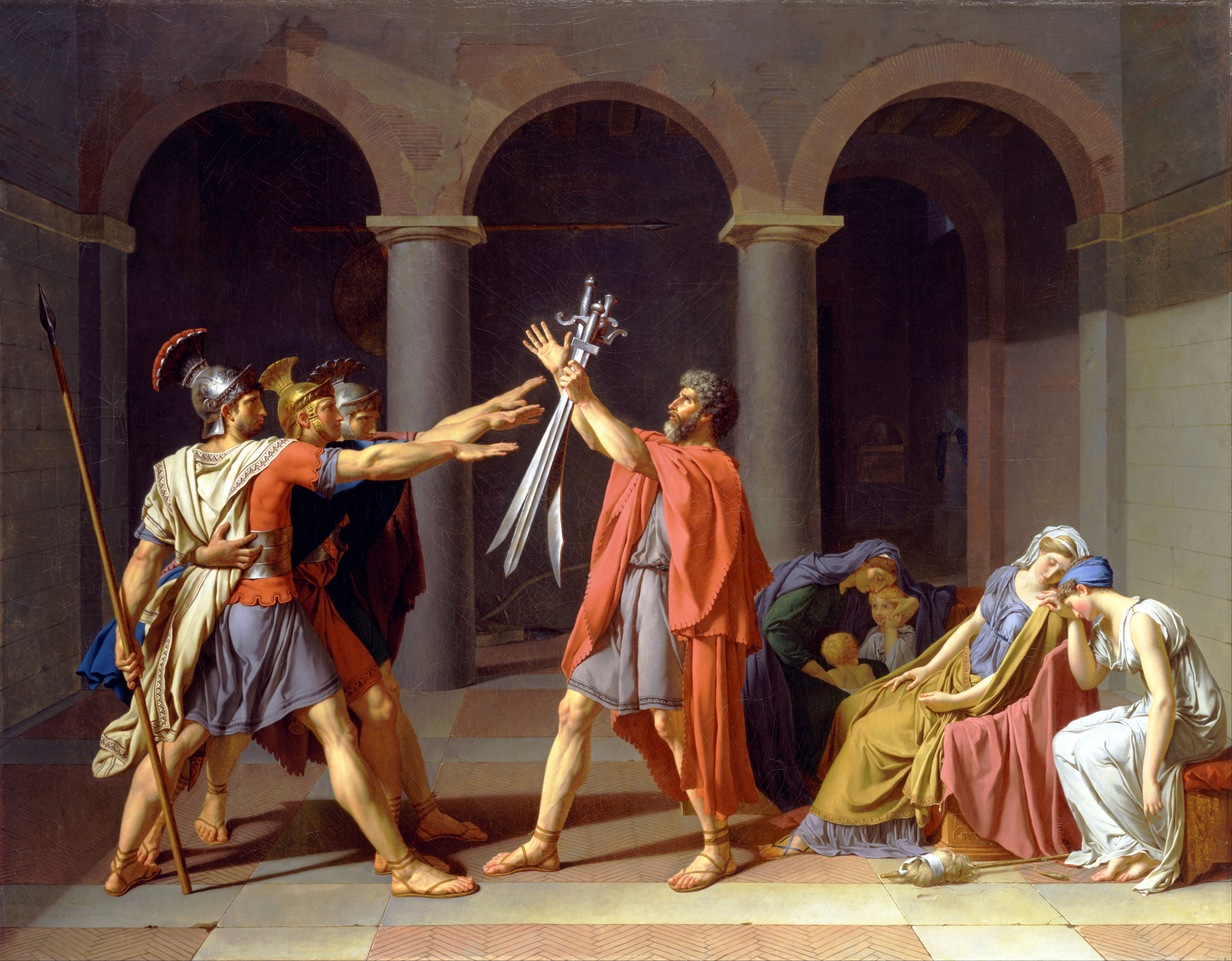
El jurament dels Horacis de Jacques-Louis David es considera una probable font dels elements dEl tres de maig.

Les fonts més probables d'El tres de maig foren l'imaginari popular, els gravats i els octaus. Les representacions d'escamots d'execució eren comunes en les imatges de la política espanyola durant la guerra napoleònica, i l'ús que en feu Goya suggereix que concebia unes pintures d'escala heroica que fossin atractives pel públic general. Es creu que el gravat de 1813 de Miguel Gamborino L'assassinat de cinc monjos de València podria haver servit com a font d'inspiració per a la composició de Goya: la similitud consisteix en la postura de crucifixió de la víctima, la qual es distingeix dels seus companys pel color blanc de la roba; un monjo tonsurat amb les mans contretes que s'agenolla a la seva esquerra; i un cos ja executat que descansa en primer pla.
La geometria de la composició podria ser un comentari irònic de l'obra de 1784 del pintor francès Jacques-Louis David's El jurament dels Horacis. Els braços estesos dels tres horacis romans de David fent la salutació romana es transformen en els rifles de l'escamot d'execució, i els braços aixecats del pare dels horacis esdevenen el gest de la víctima davant dels assassins. David pintà les expressions dels seus subjectes amb un encant neoclàssic, mentre que la resposta de Goya presenta un realisme cruel. Goya també podria haver estat responent a una pintura d'Antoine-Jean Gros: l'ocupació francesa de Madrid és el tema de la seva obra Capitulació de Madrid el quatre de desembre de 1808.

## Llegat

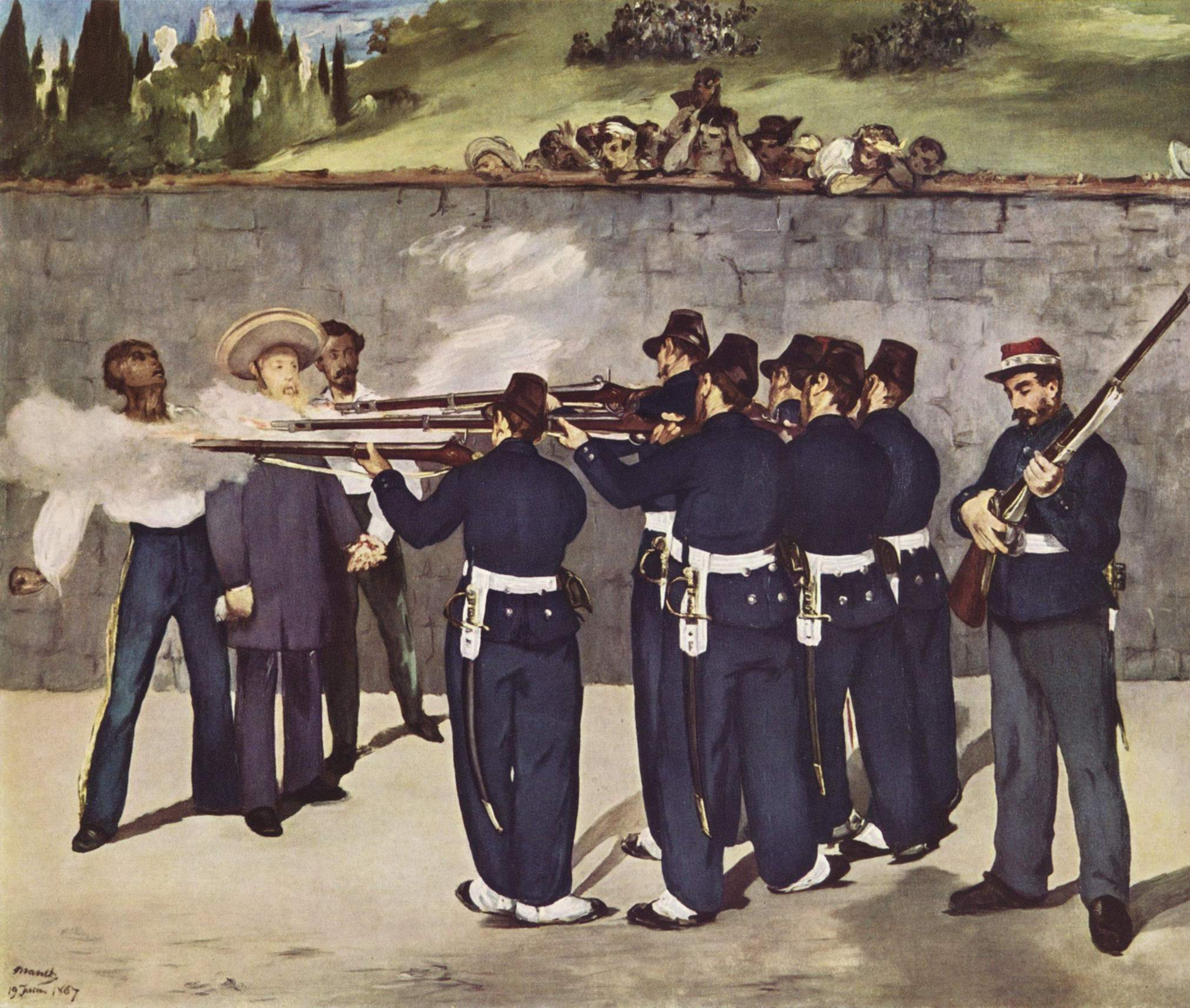
L'afusellament de Maximilià d'Édouard Manet (1868–1869) és una de les cinc versions de la seva representació de l'execució de l'emperador de Mèxic nascut a Àustria Maximilià I, ocorreguda el 19 de juny de 1867. Manet begué en gran manera –temàticament i tècnica– dEl tres de maig de Goya.

La primera obra basada i clarament influenciada per El tres de maig fou L'afusellament de Maximilià d'Édouard Manet, pintat en diverses versions entre el 1867 i el 1869. Plasmant-hi un esdeveniment actual del qual ni ell ni l'art emergent de la fotografia n'eren testimonis, Manet sembla inspirat pel precedent de Goya. Podria haver vist l'obra al Museu del Prado el 165 abans de començar les seves pròpies pintures, que eren massa sensibles per ser exposades a la França de l'època. Indubtablement Manet en veié una impressió publicada el 1867 per un conegut. El crític d'art Arthur Danto compara les obres de Goya i Manet:
| «              | El tres de maig també representa una execució, un esdeveniment primerenc en l'anomenada Guerra Peninsular entre França i Espanya. Napoleó Bonaparte envaí Espanya el 1808, en capturà la família reial i els reemplaçà pel seu germà, Josep. Els francesos eren tan impopulars a Espanya com ho foren més tard a Mèxic, i es trobaren amb una feroç insurrecció que, finalment, triomfà. L'execució d'El tres de maig fou un assassinat indiscriminat de civils per part dels soldats francesos com a venjança d'un atac de guerrilla del dia anterior. La pintura de Goya de la massacre, que mostra civils aterrits encarant l'escamot d'execució, pretenia despertar sentiments d'ira i odi als espectadors espanyols. És una imatge altament romàntica d'un episodi profundament emocional. | » |
| — Arthur Danto | |   |

El tres de maig també és citat com una influència del Guernica, quadre pintat per Pablo Picasso el 1937 que mostra les conseqüències del bombardeig nazi de Guernica durant la Guerra Civil espanyola. Una exposició del 2006 al Museu del Prado i al Museu Reina Sofia presentà El tres de maig, Guernica i L'afusellament de Maximilià a la mateixa sala. Allí mateix hi havia també Massacre a Corea de Picasso, pintat el 1951 durant la Guerra de Corea: una referència fins i tot encara més directa a la composició d'El tres de maig. Els perpetradors d'aquesta pintura representaven l'Exèrcit dels Estats Units o els seus aliats de les Nacions Unides.
Aldous Huxley escrigué el 1957 que a Goya li mancava l'habilitat de Rubens d'omplir el llenç amb una composició ordenada; tanmateix, considerà El tres de maig un èxit perquè «Goya parla en la seva llengua nativa i, per tant, és capaç d'expressar allò que vol dir amb la màxima força i claredat». Kenneth Clark remarcà el distanciament radical del quadre respecte de la pintura històrica i la seva intensitat singular:
| «               | Amb Goya, no pensem pas en l'estudi ni fins i tot amb l'artista a la feina. Pensem només en l'esdeveniment en qüestió. És que això implica que El tres de maig és una mena de periodisme superior, el record d'un accident en el qual la profunditat del focus és sacrificada per tal d'obtenir un efecte immediat? Em fa vergonya admetre que en cert moment ho pensava; per com més miro aquest quadre tan extraordinari i les altres obres de Goya, més clarament reconec que estava errat. | » |
| — Kenneth Clark | |   |

### En cinema i música
La pel·lícula de 1961 L'últim xantatge (The Happy Thieves) de George Marshall presenta un pla per robar El dos de maig de 1808 del Museu del Prado amagat sota una còpia d'El tres de maig 1808.
Una seqüència d'una execuçió de la pel·lícula de 1971 Abaixa el cap, maleït! dirigida per Sergio Leone és un homenatge al quadre dels afusellaments de Goya.
La pel·lícula de 1999 Goya en Burdeos de Carlos Saura', una pel·lícula biogràfica sobre la vida de Goya, conté una escena que mostra una representació per part d'actors d'El tres de maig.
La cançó Third of May/Ōdaigahara de Fleet Foxes evoca la pintura com a significat secundari.